# Alain Doaré
Alain Doaré, né le 28 novembre 1963 à Paris, est un footballeur français. Défenseur, il évolue chez les professionnels principalement avec le Stade rennais durant les années 1980, avant de terminer sa carrière à Lille.

## Biographie
Né à Paris le 28 novembre 1963, Alain Doaré fait partie d'une famille de footballeurs. Il est le beau-frère de Yannick Stopyra, lequel est le fils de Julien Stopyra et le neveu d'Yvon Goujon. Passé par les équipes de jeunes de l'En avant Guingamp, il est recruté en 1980 par le Stade rennais, alors qu'il n'a pas encore 17 ans. Formé à Rennes, il fait ses débuts professionnels dès le 16 mai 1981, à l'occasion d'un match de deuxième division disputé contre le Stade Malherbe de Caen au stade de Venoix. Il remplace Bruno Steck à la soixante-seizième minute de jeu. Par la suite, Doaré retourne dans les équipes de jeunes du Stade rennais, durant deux saisons où il ne fait aucune apparition chez les professionnels.
Alain Doaré passe professionnel en 1983 avec le Stade rennais qui vient d'être promu en Division 1. Il retrouve dans l'effectif Yannick Stopyra, recruté en provenance du FC Sochaux. En cours de saison 1983-1984, il s'impose au poste d'arrière gauche, occupé jusque-là par Dominique Marais et Udo Horsmann, lesquels passent en défense centrale. L'équipe rennaise reléguée en deuxième division, Doaré est alors en concurrence à son poste avec Thierry Ninot, mais finit par être le héros de la fin de saison de son club. Le 5 juin 1985, lors du dernier des cinq matchs de barrage disputés par le Stade rennais, Doaré inscrit un tir au but victorieux face au FC Rouen, alors qu'il est le dixième tireur rennais de la séance,. Un « moment d'euphorie exceptionnel » qui marque sa carrière, alors qu'il offre à son club une nouvelle promotion en Division 1.
Titulaire en 1985-1986, il ne l'est plus au cours d'une saison 1986-1987 qui le voit être ponctuellement replacé comme latéral droit, et où Dominique Marais lui est régulièrement préféré. Alors que le Stade rennais est de nouveau relégué, et retourne en Division 2 pour la saison 1987-1988, Alain Doaré est confirmé au poste d'arrière droit, Gaëtan Brusseau étant désormais le titulaire à gauche. En 1988, il quitte finalement la Bretagne pour retrouver la D1, signant au Lille Olympique Sporting Club. Il dispute une vingtaine de rencontres pour sa première saison dans le Nord, mais perd en temps de jeu lors de la suivante, ne disputant que quatre matchs. Un exercice à l'issue duquel il quitte le LOSC.

## Statistiques
Le tableau suivant récapitule les statistiques d'Alain Doaré durant sa carrière professionnelle,.
| Saison                | Club                  | Championnat           | Championnat | Championnat | Coupe(s) nationale(s) | Coupe(s) nationale(s) | Total | Total |
| Saison                | Club                  | Division              | M.          | B.          | M.                    | B.                    | M.    | B.    |
| 1980 - 1981           | Stade rennais         | D2                    | 1           | 0           | 0                     | 0                     | 1     | 0     |
| 1981 - 1982           | Stade rennais         | D2                    | 0           | 0           | 0                     | 0                     | 0     | 0     |
| 1982 - 1983           | Stade rennais         | D2                    | 0           | 0           | 0                     | 0                     | 0     | 0     |
| 1983 - 1984           | Stade rennais         | D1                    | 23          | 0           | 2                     | 0                     | 25    | 0     |
| 1984 - 1985           | Stade rennais         | D2                    | 23          | 0           | 3                     | 0                     | 26    | 0     |
| 1985 - 1986           | Stade rennais         | D1                    | 31          | 0           | 6                     | 0                     | 37    | 0     |
| 1986 - 1987           | Stade rennais         | D1                    | 22          | 0           | 1                     | 0                     | 23    | 0     |
| 1987 - 1988           | Stade rennais         | D2                    | 25          | 0           | 2                     | 0                     | 27    | 0     |
| 1988 - 1989           | Lille OSC             | D1                    | 26          | 0           | 1                     | 0                     | 27    | 0     |
| 1989 - 1990           | Lille OSC             | D1                    | 4           | 0           | 0                     | 0                     | 4     | 0     |
| Total sur la carrière | Total sur la carrière | Total sur la carrière | 155         | 0           | 15                    | 0                     | 170   | 0     |